# Use Your Illusion
Use Your Illusion (En español: Usa tu ilusión) es un álbum recopilatorio de la banda estadounidense de hard rock Guns N' Roses que mezcla canciones de los álbumes de estudio Use Your Illusion I y II. Sólo se lanzó en los Estados Unidos y se vendió principalmente en Walmart y Kmart, dos puntos de venta que se negaron a vender los álbumes Use Your Illusion I y II sin editar debido a sus letras explícitas.
«Knockin' on Heaven's Door» aparece en una versión editada sin el discurso de Josh Richman, eliminado por razones desconocidas. Por lo tanto, la duración de la pista se reduce a 5:20, en lugar de 5:36 de la versión incluida en Use Your Illusion II. En cambio, el discurso de Richman se incluyó en el álbum recopilatorio Greatest Hits.
La portada del álbum simplemente combina los esquemas de color de las portadas de Use Your Illusion I y Use Your Illusion II, que fueron originalmente diseñadas por Mark Kostabi. Como los dos originales, la imagen es un detalle de la pintura de Rafael "La escuela de Atenas".

## Lista de canciones
| N.º | Título                          | Escritor(es)                                    | Álbum original       | Duración |  |
| 1.  | «Live and Let Die»              | Paul McCartney, Linda McCartney                 | Use Your Illusion I  | 3:04     |  |
| 2.  | «Don't Cry» (Original)          | Axl Rose, Izzy Stradlin                         | Use Your Illusion I  | 4:44     |  |
| 3.  | «You Ain't the First»           | Izzy Stradlin                                   | Use Your Illusion I  | 2:36     |  |
| 4.  | «November Rain»                 | Axl Rose                                        | Use Your Illusion I  | 8:57     |  |
| 5.  | «The Garden»                    | Axl Rose, West Arkeen, Del James                | Use Your Illusion I  | 5:22     |  |
| 6.  | «Dead Horse»                    | Axl Rose                                        | Use Your Illusion I  | 4:17     |  |
| 7.  | «Civil War»                     | Axl Rose, Slash, Duff McKagan                   | Use Your Illusion II | 7:42     |  |
| 8.  | «14 Years»                      | Axl Rose, Izzy Stradlin                         | Use Your Illusion II | 4:21     |  |
| 9.  | «Yesterdays»                    | Axl Rose, West Arkeen, Del James, Billy McCloud | Use Your Illusion II | 3:16     |  |
| 10. | «Knockin' on Heaven's Door»     | Bob Dylan                                       | Use Your Illusion II | 5:20     |  |
| 11. | «Estranged»                     | Axl Rose                                        | Use Your Illusion II | 9:23     |  |
| 12. | «Don't Cry» (Letra alternativa) | Axl Rose, Izzy Stradlin                         | Use Your Illusion II | 4:43     |  |